# Randai

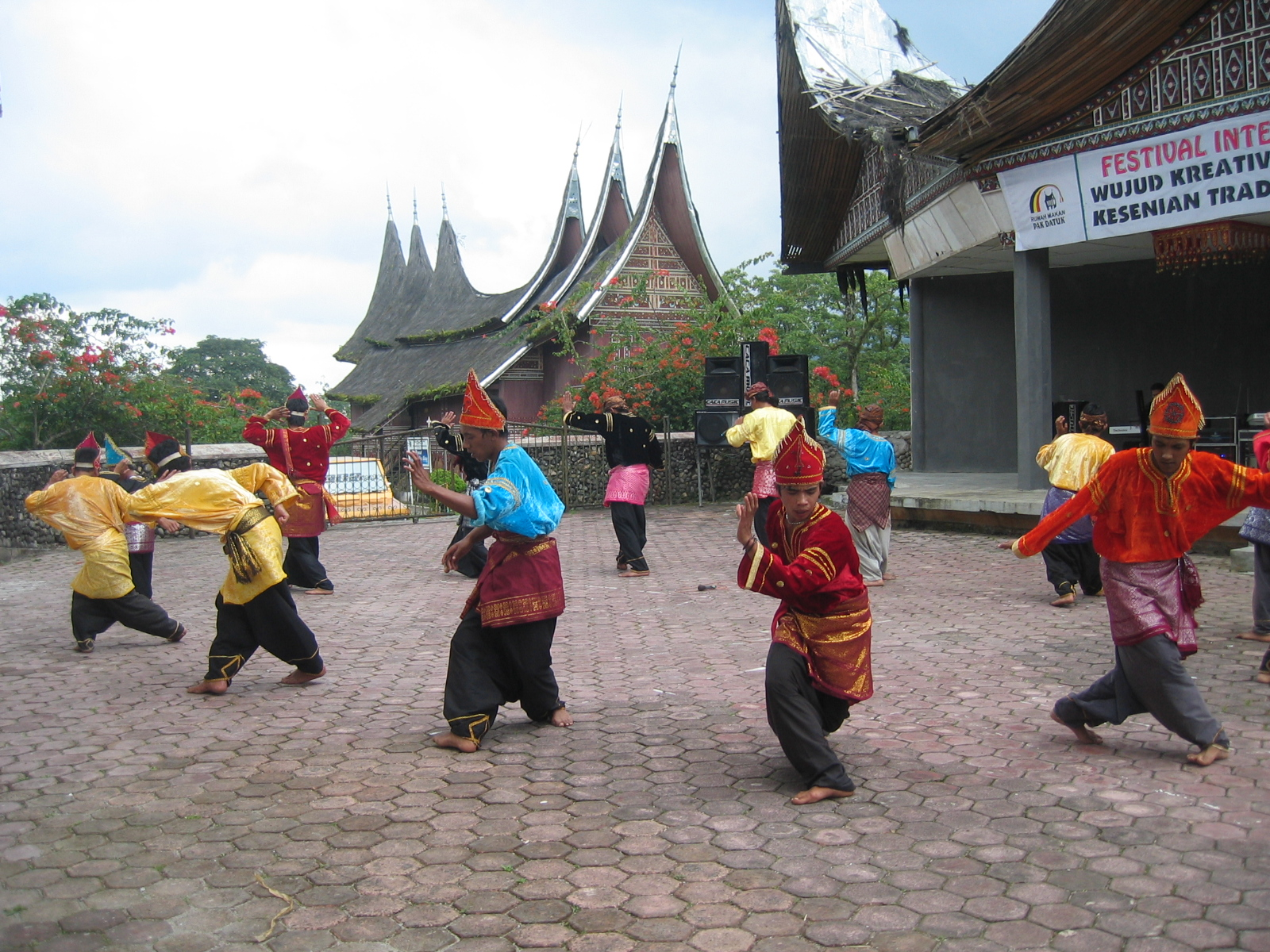
Przedstawienie randai w Padang Panjang

Randai – ludowa forma teatralna ludu Minangkabau w Indonezji, obejmująca muzykę, śpiew, taniec, dramat, przerywane pokazami sztuk walki pencak silat. Przedstawienia randai zwykle odbywają się przy okazji tradycyjnych świąt i mogą trwać przez kilka wieczorów. Randai znany w obecnej postaci powstał na początku XX wieku w wyniku połączenia odrębnych form.